# Cratere Chincoteague
Chincoteague è un cratere sulla superficie di Marte.